# 手代木功
手代木功（日语：／ Teshirogi Isao，1959年12月12日—）是一名日本企業家、藥學博士，現任鹽野義製藥社長。

## 生平
手代木出身於宮城縣仙台市。父親手代木卓是東北電力的技術人員。手代木功畢業於宮城縣仙台第一高等學校，1982年從東京大學藥學部畢業後加入鹽野義製藥。經過兩次在美國的駐派後，歷任秘書室長、經營企劃部長、取締役、常務、醫藥研究開發本部長以及專務等職務，並於2008年起擔任社長。
他曾擔任日本製藥工業協會會長以及日本製藥團體聯合會會長。此外，他也於2010年起擔任大阪商工會議所副頭取。

## 出演
東京電視台
《日經特集 寒武紀宮殿》 新藥對抗流感（2019年1月24日）
朝日電視台
《羽鳥慎一晨間秀》（2022年12月1日）- 玉川報告「日本國產首款新冠治療藥的社會意義」